# Kosternik palemon
Kosternik palemon (Carterocephalus palaemon) – motyl z rodziny powszelatkowatych (Hesperiidae).

## Wygląd
Rozpiętość skrzydeł od 26 do 28 mm, dymorfizm płciowy słabo zaznaczony.

## Siedlisko
Obrzeża lasów, drogi w lasach, polany, niezwarte zarośla, m.in. kserotermiczne.

## Biologia i rozwój
W Polsce wykształca jedno pokolenie w roku (połowa maja-koniec czerwca). Rośliny żywicielskie to m.in. trzęślica modra, trzcinnik piaskowy, kłosownica leśna, kłosownica pierzasta, tymotka łąkowa, kupkówka pospolita. Jaja barwy białozielonkawej składane są pojedynczo na wierzchniej stronie liścia rośliny żywicielskiej. Larwy wylęgają się po 1,5 tygodnia; zimują w hibernakulum utworzonym z kilku sprzędzonych liści. Wiosną nie żerują, lecz przepoczwarzają się wśród trawiastej roślinności. Motyle wylęgają się po 3-4 tygodniach.

## Rozmieszczenie geograficzne
Gatunek holarktyczny, w Polsce występuje w południowej, zachodniej i wschodniej części kraju.